# 米子東インターチェンジ

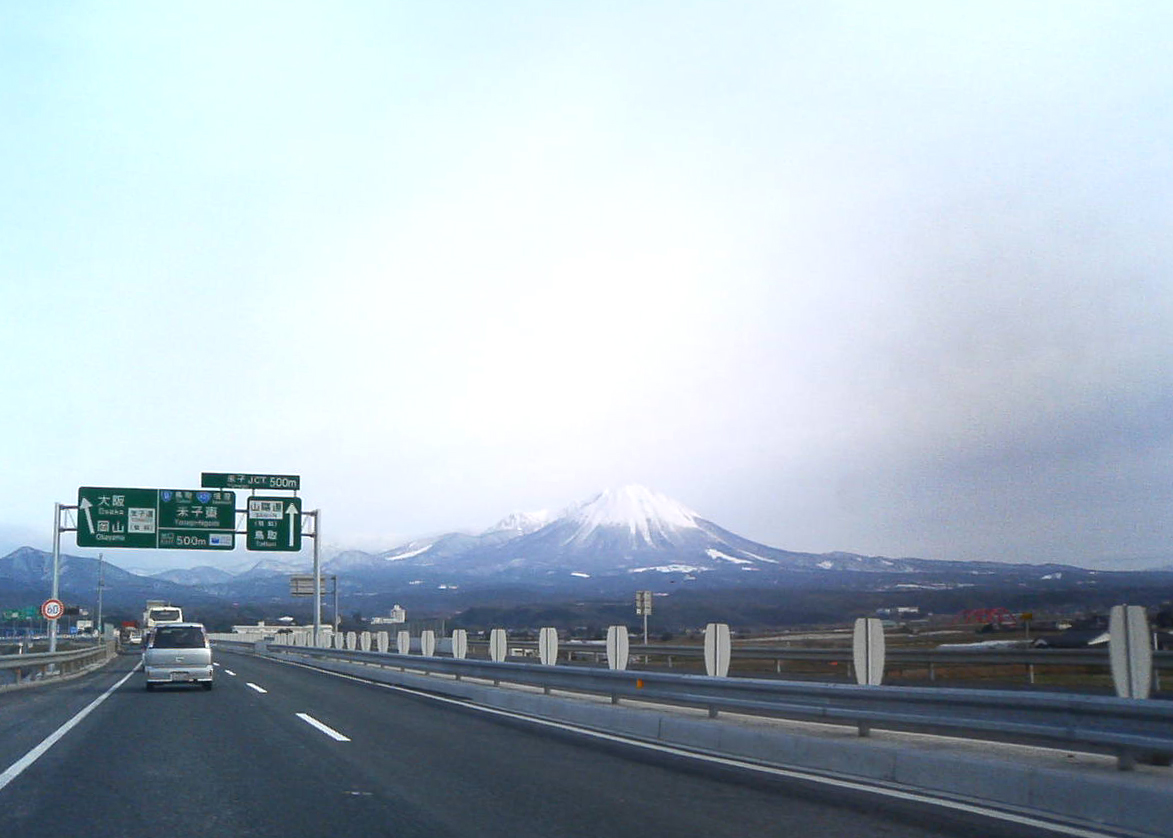
大山を望む

米子東インターチェンジ（よなごひがしインターチェンジ）は、鳥取県米子市の山陰自動車道（米子道路）のインターチェンジである。米子自動車道の米子インターチェンジ及び両道路を接続する米子ジャンクションと一体となっている。
上り線入口・下り線出口は鳥取県米子市尾高、上り線出口・下り線入口は鳥取県米子市流通町にある。
また、当初、米子自動車道米子ICと山陰自動車道米子東ICとの連結は全方向が平面交差点で行われていたが、米子JCTの2005年（平成17年）8月4日に出雲・松江方面→落合・岡山方面（Bランプ）が開通、2006年（平成18年）8月11日に岡山・落合方面→松江・出雲方面（Cランプ）が開通した。

## 構造
西から、当IC松江方面出入口、米子JCT分岐、米子自動車道入口交差点、米子東IC交差点、当IC鳥取方面出入口と並んでおり、山陰道を直通利用する場合は東西出入口間を直通する。
米子自動車道入口交差点と米子東IC交差点は側道にて連絡する。なおこの側道は大山パークウェイの一部となっている。

## 道路
- E9 山陰自動車道（16番）

## 接続する道路

### 直接接続
- E73 米子自動車道
- 国道431号（米子自動車道入口交差点）
- 鳥取県道53号淀江岸本線（米子東IC交差点）

### 間接接続
- 鳥取県道24号米子大山線

## 料金所
無料区間のためなし

## 周辺
- 大山
- お菓子の壽城

## 隣
E9 山陰自動車道
(15) 淀江IC - (16) 米子東IC（鳥取方面出入口） - (16) 米子JCT - (16) 米子東IC（出雲方面出入口） - (17) 日野川東IC